# Ivica Dragutinović
Ivica Dragutinović (cyr. Ивица Драгутиновић ur. 13 listopada 1975 w Prijepolju) – serbski piłkarz grający na pozycji obrońcy. Posiada także paszport belgijski.

## Życiorys
Dragutinović zaczynał karierę w serbskim klubie Borac Čačak. W klubie tym zagrał 2 sezony w lidze serbskiej, a w 1996 wyjechał z kraju. Trafił do ligi belgijskiej do zespołu AA Gent. W 2000 roku Ivica ponownie zmienił klub. Przeszedł do innego belgijskiego zespołu – Standard Liège. Tam spędził bardzo ładne lata swojej kariery. W barwach Standardu rozegrał 135 meczów i strzelił 3 bramki w lidze, a z drużyną tą zajmował wysokie miejsca.
W lecie 2005 kilka klubów było zainteresowanych Dragutinoviciem. W końcu za 1,5 mln euro trafił do hiszpańskiego klubu Sevilla FC podpisując kontrakt do 2008 roku. W Primera División zadebiutował 18 września w przegranym 0:1 wyjazdowym meczu z Osasuną. Największy sukces osiągnięty z Sevillą to zdobycie w 2006 roku Pucharu UEFA, w którym to hiszpański klub pokonał angielski Middlesbrough FC 4:0 (Dragutinović w tym meczu nie grał). Rok później, czyli w 2007 roku, po raz drugi w karierze sięgnął po Puchar UEFA. W finale klub z Andaluzji pokonał po serii rzutów karnych RCD Espanyol. W tym samym roku zajął z Sevillą 3. miejsce w lidze, a rok później – 5.
W reprezentacji Serbii i Czarnogóry Dragutinović debiutował 13 grudnia 2002 roku w zremisowanym 1:1 meczu z reprezentacją Grecji. Dragutinović był szczególnie chwalony podczas eliminacji do Mistrzostw Świata w Niemczech, w których to Serbia straciła tylko jednego gola, a Ivica był częścią świetnego bloku defensywnego, tzw. Słynnej czwórki, w której grał z Nemanją Vidiciem, Mladenem Krstajiciem i Goranem Gavrančiciem. Jednak na samych Mistrzostwach już nie było tak kolorowo. Serbowie przegrali wszystkie 3 mecze, a Dragutinović grał tylko w pierwszym – przegranym 0:1 z reprezentacją Holandii.

## Kariera
| Sezon   | Klub           | Kraj       | Rozgrywki                      | Mecze | Bramki |
| ------- | -------------- | ---------- | ------------------------------ | ----- | ------ |
| 1994/95 | Borac Čačak    | Jugosławia | Super liga Srbije              | 13    | 0      |
| 1995/96 | Borac Čačak    | Jugosławia | Super liga Srbije              | 33    | 2      |
| 1996/97 | AA Gent        | Belgia     | Eerste klasse                  | 27    | 2      |
| 1997/98 | AA Gent        | Belgia     | Eerste klasse                  | 11    | 3      |
| 1998/99 | AA Gent        | Belgia     | Eerste klasse                  | 31    | 2      |
| 1999/00 | AA Gent        | Belgia     | Eerste klasse                  | 15    | 4      |
| 2000/01 | Standard Liège | Belgia     | Eerste klasse                  | 24    | 3      |
| 2001/02 | Standard Liège | Belgia     | Eerste klasse                  | 24    | 0      |
| 2002/03 | Standard Liège | Belgia     | Eerste klasse                  | 22    | 0      |
| 2003/04 | Standard Liège | Belgia     | Eerste klasse                  | 29    | 0      |
| 2004/05 | Standard Liège | Belgia     | Eerste klasse                  | 33    | 0      |
| 2005/06 | Standard Liège | Belgia     | Eerste klasse                  | 3     | 0      |
| 2005/06 | Sevilla FC     | Hiszpania  | Primera División               | 21    | 1      |
| 2006/07 | Sevilla FC     | Hiszpania  | Primera División               | 23    | 1      |
| 2006/07 | Sevilla FC     | Hiszpania  | Primera División               | 25    | 1      |
| 2007/08 | Sevilla FC     | Hiszpania  | Primera División               | 23    | 1      |
| 2008/09 | Sevilla FC     | Hiszpania  | Primera División               | 14    | 0      |
| 2009/10 | Sevilla FC     | Hiszpania  | Primera División               | 20    | 2      |
| 2010/11 | Sevilla FC     | Hiszpania  | Primera División               |       |        |
|         |                |            | Łącznie w Meridijan Superlidze | 46    | 2      |
|         |                |            | Łącznie w Jupiler League       | 219   | 14     |
|         |                |            | Łącznie w Primera División     | 126   | 6      |